# Приключения Сары Джейн
«Приключения Сары Джейн» (англ. The Sarah Jane Adventures) — британский научно-фантастический телесериал, рассказывающий о приключениях журналистки Сары Джейн Смит, которой в молодости довелось повидать красоты вселенной в компании загадочного Доктора. Сериал представляет собой спин-офф популярного сериала «Доктор Кто».
Телесериал был создан Расселлом Ти Дейвисом. В отличие от ориентированного на семейный просмотр «Доктора Кто», «Приключения Сары Джейн» позиционируется как сериал для детей и подростков.
Сериал стартовал 60-минутным спецвыпуском 1 января 2007 года на телеканале BBC One.
Первая серия основной части сезона была показана 24 сентября 2007 года, и дальше серии выходили еженедельно по воскресеньям. Сезон состоял из десяти эпизодов. Сюжетно он делился на пять историй, по две серии в каждой.
Премьера второго сезона состоялась 29 сентября 2008 года. Он включал в себя уже шесть историй и в общей сложности продлился двенадцать эпизодов. Третий сезон был показан осенью 2009 года, и в истории «Свадьба Сары Джейн» появился герой основного сериала — Доктор. Это его первое появление в спин-оффах сериала «Доктор Кто».
Четвёртый сезон был утверждён и показан в 2010 году. 5 сезон не был снят до конца по причине смерти исполнительницы главной роли Элизабет Слейден, однако шесть уже отснятых серий вышли в эфир осенью 2011 года. Последняя серия была выпущена 18 октября 2011 года.
В России сериал впервые был показан в феврале 2009 года на телеканале «Домашний». С 8 апреля 2011 года сериал транслировался на канале «Карусель». Предшественник по спутниковым и кабельным сетям «Карусели» — «Бибигон» — также транслировал телесериал.

## Сюжет
Когда-то в молодости давний друг похожего на человека загадочного пришельца по имени Доктор — Сара Джейн Смит — путешествовала вместе с ним сквозь всё время и пространство и боролась с ужасными монстрами с других планет. Все эти путешествия давно остались в прошлом, и теперь она расследует таинственные неземные происшествия в современной Англии — уже в качестве любознательной журналистки. А в борьбе с инопланетными врагами ей помогают живущие по соседству юные друзья — Мария, Рани, Люк и Клайд, а также её верный робот-пёс К-9 и суперкомпьютер мистер Смит.

## В главных ролях
| Актёр               | Персонаж        | О персонаже                                                   | Годы      | Серии |
| ------------------- | --------------- | ------------------------------------------------------------- | --------- | --- |
| Элизабет Слейден    | Сара Джейн Смит | журналистка, бывшая спутница Доктора                          | 2007-2011 | Все серии |
| Томми Найт          | Люк Смит        | приёмный сын Сары Джейн, искусственно выращен пришельцами     | 2007-2011 | C «Вторжение Бэйнов» до «Смерть Доктора», кроме «Вечная ловушка», и с «Прощай, Сара Джейн Смит» |
| Дэниэл Энтони       | Клайд Лэнгер    | приятель Люка и Марии                                         | 2007-2011 | С «Месть Сливинов» до «Человек, которого не было» |
| Александр Армстронг | Мистер Смит     | разумный компьютер, помощник Сары Джейн, озвучка              | 2007-2011 | С «Вторжение Бэйнов» до «Человек, которого не было», кроме «Вечная ловушка» и «Затерянные во времени» |
| Джон Лисон          | K-9             | Собака-робот, ранее путешествовал с Доктором, озвучка         | 2007-2011 | «Вторжение Бэйнов», «Потерянный мальчик», «С Раксакорикофаллапаториуса с любовью», начиная с «Сумасшедшая на чердаке» до «Кошмарный человек» и «Прощай, Сара Джейн Смит», кроме «Вечная ловушка»                                     |
| Ясмин Пейдж         | Мария Джексон   | обычная 14-летняя девочка, подруга Люка                       | 2007-2008 | С «Вторжение Бэйнов» до «Метка Воина», кроме «День Клоуна», «Секреты звёзд» |
| Джозеф Миллсон      | Алан Джексон    | отец Марии                                                    | 2007-2008 | С «Вторжение Бэйнов» до «Последний сонтаранец», «Метка Воина», кроме «День Клоуна», «Бойцы Кудлака», «Секреты звёзд» |
| Джульет Коуэн       | Крисси Джексон  | мать Марии                                                    | 2007-2008 | С «Вторжение Бэйнов» до «Последний сонтаранец», кроме «Бойцы Кудлака» |
| Анджли Мохиндра     | Рани Чандра     | помощница Сары Джейн и её друзей, будущая журналистка         | 2008-2011 | Начиная с «День Клоуна» до «Человек, которого не было» |
| Эйс Бхэтти          | Хареш Чандра    | отец Рани, директор школы, в которой учатся Люк, Клайд и Рани | 2008-2011 | Начиная с «День Клоуна» до «Человек, которого не было», кроме «Сумасшедшая на чердаке», «Вечная ловушка», «Дар», «Кошмарный человек», «Затерянные во времени»                                                                        |
| Мина Энвэр          | Гита Чандра     | мать Рани                                                     | 2008-2011 | Начиная с «День Клоуна» до «Человек, которого не было», кроме «Метка Воина», «Сумасшедшая на чердаке», «Вечная ловушка», «Месть Моны Лизы», «Дар», «Кошмарный человек», «Смерть Доктора», «Пустая планета» и «Затерянные во времени» |
| Шинед Майкл         | Скай Смит       | приёмная дочь Сары Джейн                                      | 2011      | Начиная со «Скай» до «Человек, которого никогда не было» |

## Серии

### Новогодний спецвыпуск (2007)
| Номер | Название           | Код | Эпизоды                | Сценарист                         | Режиссёр  | Дата выхода в эфир |
| ----- | ------------------ | --- | ---------------------- | --------------------------------- | --------- | ------------------ |
| 01    | «Вторжение Бэйнов» | 1.X | 60-минутный спецвыпуск | Гарет Робертс и Расселл Ти Дейвис | Колин Тиг | 1 января 2007      |

### Сезон 1 (2007)
| Номер | Название                                                                | Код      | Эпизоды   | Сценарист     | Режиссёр      | Дата выхода в эфир       |
| --- | ----------------------------------------------------------------------- | -------- | --------- | ------------- | ------------- | ------------------------ |
| 02 | «Месть Слизинов» (англ. Revenge of the Slitheen)                        | 1,1 1,2  | 2 эпизода | Гарет Робертс | Элис Траутон  | 24 сентября 2007         |
| В первый же день пребывания в новой школе Мария и Люк замечают, что что-то неладно. Испорченная еда в буфете, странные запахи и учителя выпускают «газы» . С помощью Сары Джейн и своего нового школьного приятеля Клайда, ребята раскрывают невероятный заговор, центр которого находится в новом технологическом блоке школы.                                                        |                                                                         |          |           |               |               |                          |
| 03 | «Глаз Горгоны» (англ. Eye of the Gorgon)                                | 1,3 1,4  | 2 эпизода | Фил Форд      | Элис Траутон  | 1-8 октября 2007         |
| Получив странное сообщение от бабушки Клайда, команда отправляется в местный дом престарелых. Рассказы о призрачной монашке продолжают множиться и вскоре ребята обнаруживают, что ими заинтересовался таинственный Орден, чьи монахини хранят страшный секрет. |                                                                         |          |           |               |               |                          |
| 04 | «Бойцы Кудлака» (англ. Warriors of Kudlak)                              | 1,5 1,6  | 2 эпизода | Фил Глэдвин   | Чарльз Мартин | 15-22 октября 2007       |
| Разыскивая пропавшего подростка, Сара Джейн и Мария исследуют новую лазерную игру, Combat 3000, пока Люк и Клайд развлекаются, играя в неё. |                                                                         |          |           |               |               |                          |
| 05 | «Что случилось с Сарой Джейн?» (англ. Whatever Happened to Sarah Jane?) | 1,7 1,8  | 2 эпизода | Гарет Робертс | Грэм Харпер   | 20 октября-5 ноября 2007 |
| Сара Джейн загадочно исчезает как раз в тот момент, когда огромный метеор угрожает столкнуться с Землёй. Проснувшись следующим утром, Мария обнаруживает, что никто не помнит о существовании Сары Джейн и Люка, а в их доме живёт женщина по имени Андрэа. Пытаясь выяснить, что же произошло, Мария попадает в 1964 год. Сможет ли она найти Сару Джейн вовремя и остановить метеор? |                                                                         |          |           |               |               |                          |
| 06 | «Потерянный мальчик» (англ. The Lost Boy)                               | 1,9 1,10 | 2 эпизода | Фил Форд      | Чарльз Мартин | 12-19 ноября 2007        |
| Сара Джейн обнаруживает, что Мистер Смит установил генетическое совпадение Люка с разыскиваемым родителями мальчиком, и возвращает его родителям. Пока она занята расследованием в Институте Фарос, Люк открывает, что его новые «родители» — Слизины, сумевшие похитить его при содействии загадочного Ксайлока.                                                                      |                                                                         |          |           |               |               |                          |

### Сезон 2 (2008)
| Номер | Название                                                               | Код       | Эпизоды   | Сценарист      | Режиссёр       | Дата выхода в эфир |
| --- | ---------------------------------------------------------------------- | --------- | --------- | -------------- | -------------- | ------------------ |
| 07 | «Последний из сонтаранцев» (англ. The Last Sontaran)                   | 2,1 2,2   | 2 эпизода | Фил Форд       | Джосс Эгнью    | 19 сентября 2008   |
| Во время расследования сообщения о загадочных огнях, Сара Джейн сталкивается с жаждущим мести Сонтаранцем, единственным выжившим после событий «Плана Сонтаранцев». Тем временем, Мария мучается, пытаясь понять, хочет ли она уехать в Америку вместе с отцом, получившим там новую работу. |                                                                        |           |           |                |                |                    |
| 08 | «День Клоуна» (англ. The Day of the Clown)                             | 2,3 2,4   | 2 эпизода | Фил Форд       | Майкл Керриган | 6-13 октября 2008  |
| На Баннермен-роуд переезжает новая семья. Дочь новоиспечённых соседей, Рани, постоянно видит клоуна с жуткой внешностью. Одновременно пропадает несколько детей. Когда Клайд тоже начинает видеть этого клоуна, розыски приводят Сару Джейн к музею цирков мистера Шеллмана. Она понимает, что сказки о Крысолове могли быть вовсе не сказками. Сюжет серии похож на сюжет произведения Стивена Кинга «Оно» |                                                                        |           |           |                |                |                    |
| 09 | «Секреты звёзд» (англ. Secrets Of The Stars)                           | 2,5 2,6   | 2 эпизода | Гарет Робертс  | Майкл Керриган | 20-27 октября 2008 |
| После того, как в астролога-мошенника по имени Мартин Труман попадает инопланетная сущность, его предсказания становятся пугающе точны. Встретившись с ним, Сара Джейн получает весьма неприятное предсказание. |                                                                        |           |           |                |                |                    |
| 10 | «Метка Воина» (англ. The Mark of the Berserker)                        | 2,7 2,8   | 2 эпизода | Джозеф Лидстер | Джосс Эгнью    | 3-10 ноября 2008   |
| В руки Рани попадает инопланетный кулон, дающий владельцу власть управлять другими людьми. Использование кулона приводит к образованию странной метки на коже, и Рани оставляет его у Мистера Смита. Тем временем к Клайду после длительного отсутствия возвращается его отец. Решение Клайда рассказать отцу о своих последних приключениях приводит к крупным проблемам.                                  |                                                                        |           |           |                |                |                    |
| 11 | «Искушение Сары Джейн Смит» (англ. The Temptation of Sarah Jane Smith) | 2,9 2,10  | 2 эпизода | Гарет Робертс  | Грэм Харпер    | 17-24 ноября 2008  |
| Сара Джейн находит временной раскол и из любопытства проходит через него. Она оказывается в 1951 году, недалеко от своего дома. Отчаянно желая увидеть родителей, которых никогда не знала, она принимает решение, приводящее к катастрофическим последствиям. |                                                                        |           |           |                |                |                    |
| 12 | «Враг Бэйнов» (англ. Enemy of the Bane)                                | 2,11 2,12 | 2 эпизода | Фил Форд       | Грэм Харпер    | 1-8 декабря 2008   |
| Мать Рани похищена из своего магазина. На месте Сара Джейн обнаруживает чек со странным кодом и подписью Миссис Вормвуд. Люку снятся сны о своей создательнице. Она возвращается и жаждет мести, но теперь с ней уже и последний из Сонтаранцев. |                                                                        |           |           |                |                |                    |

### Comic Relief Special (2009)
| Номер                                                                                       | Название                                                                               | Код | Эпизоды               | Сценарист                      | Режиссёр    | Дата выхода в эфир |
| ------------------------------------------------------------------------------------------- | -------------------------------------------------------------------------------------- | --- | --------------------- | ------------------------------ | ----------- | ------------------ |
| —                                                                                           | «С Раксакорикофаллапаториуса с любовью» (англ. From Raxacoricofallapatorius with Love) | —   | 5-минутный спецвыпуск | Гарет Робертс и Клейтон Хикман | Джосс Эгнью | 13 марта 2009      |
| Молодой Сливин выдаёт себя за посла Галактического Альянса, пытаясь похитить мистера Смита. |                                                                                        |     |                       |                                |             |                    |

### Сезон 3 (2009)
| Номер | Название                                                     | Код       | Эпизоды               | Сценарист      | Режиссёр     | Дата выхода в эфир |
| --- | ------------------------------------------------------------ | --------- | --------------------- | -------------- | ------------ | ------------------ |
| 13 | «Пленник джудуна» (англ. Prisoner of the Judoon)             | 3,1 3,2   | 2 эпизода по 25 минут | Фил Форд       | Джосс Эгнью  | 15-16 октября 2009 |
| На Земле терпит крушение корабль с Джудуном (полицейским Прокламации Теней) и его пленником, разрушившем несколько миров и имеющего способность проникать в чужие тела. Пленник сбегает. |                                                              |           |                       |                |              |                    |
| 14 | «Сумасшедшая на чердаке» (англ. The Mad Woman in the Attic)  | 3,3 3,4   | 2 эпизода по 25 минут | Джозеф Лидстер | Элис Траутон | 22-23 октября 2009 |
| На Земле идёт 2059 год. Мальчик, по имени Адам заходит на чердак дома, в котором раньше жила Сара Джейн. Там теперь живёт одинокая безумная старуха по имени Рани Чандра. Она рассказывает ему о своих приключениях и о том, как она докатилась до такой жизни. |                                                              |           |                       |                |              |                    |
| 15 | «Свадьба Сары Джейн» (англ. The Wedding of Sarah Jane Smith) | 3,5 3,6   | 2 эпизода по 28 минут | Гарет Робертс  | Джосс Эгнью  | 29-30 октября 2009 |
| Сара Джейн влюблена и готова выйти замуж. Но обручальное кольцо светится красным светом, Рани и Люку слышатся странные звуки, а квартира жениха Сары Джейн пустует несколько месяцев. И наконец, почему Доктор против её свадьбы? |                                                              |           |                       |                |              |                    |
| 16 | «Вечная ловушка» (англ. The Eternity Trap)                   | 3,7 3,8   | 2 эпизода по 25 минут | Фил Форд       | Элис Траутон | 5-6 ноября 2009    |
| Сара Джейн, Клайд и Рани вместе с профессором Фарос и её помощником едут изучить древний замок, где по легенде, обитает призрак злого колдуна, Эразмуса Даркенинга. Друзьям везде слышатся голоса, умоляющие их спасаться, в саду обитает нечто странное, а в подвале, принадлежавшем Даркенингу, находится инопланетное оборудование…                                                                        |                                                              |           |                       |                |              |                    |
| 17 | «Месть Моны Лизы» (англ. Mona Lisa's Revenge)                | 3,9 3,10  | 2 эпизода по 25 минут | Фил Форд       | Джосс Эгнью  | 12-13 ноября 2009  |
| Люк ссорится с Сарой Джейн. Клайд, Люк и Рани вместе с классом идут в Интернациональную галерею, куда благодаря талантам Клайда, временно привезли картину Леонардо да Винчи «Мона Лиза». Однако на картине вместо Моны Лизы изображена помощница куратора галереи, мисс Трапп. Мона Лиза, вышедшая из картины, ищет своего «брата»…                                                                          |                                                              |           |                       |                |              |                    |
| 18 | «Дар» (англ. The Gift)                                       | 3,11 3,12 | 2 эпизода по 25 минут | Руперт Лайт    | Элис Траутон | 19-20 ноября 2009  |
| Сару Джейн и её детей спасают от Сливинов пришельцы, похожие на них и называющие себя Блазеринами. На ужине они предлагают Саре Джейн распространить растение Раквид на Земле. Сара Джейн соглашается. На следующий день Раквид мутирует и начинает распространяться с бешеной скоростью. Его споры пытаются уничтожить всё, что может помешать их распространению. Под воздействием спор Люк впадает в кому. |                                                              |           |                       |                |              |                    |

### Сезон 4 (2010)
Съёмки четвёртого сезона начались в марте 2010 года, показ прошёл осенью. Сезон вновь состоит из 12 эпизодов, каждый длительностью 25 минут. Шесть главных персонажей — Сара Джейн Смит, Люк Смит, Клайд Лэнгер, Рани Чандра, Мистер Смит и К-9 IV — появились и в этом сезоне.
Фил Форд, Руперт Лэйт и Джозеф Лидстер остались в сериале сценаристами. Также Гарет Робертс написал сценарий к одной из серий, а к другой — вместе с Клейтеном Хикмэном.
Мэтт Смит исполнил роль Одиннадцатого Доктора в одной из историй, в роли Джо Грант — спутницы Третьего Доктора — снялась Кэти Мэннинг. Эта серия написана Расселом Ти Дейвисом, который впервые написал для Одиннадцатого Доктора. В этой же истории в сериале впервые показана другая планета.
В этом сезоне Люк Смит едет учиться в Оксфордский университет, и К-9 отправляется вместе с ним.
| Номер | Название                                                  | Код       | Эпизоды                                        | Сценарист                      | Режиссёр    | Дата выхода в эфир              |
| --- | --------------------------------------------------------- | --------- | ---------------------------------------------- | ------------------------------ | ----------- | ------------------------------- |
| 19 | Кошмарный человек (англ. The Nightmare Man)               | 4,1 4,2   | Каждая серия состоит из 2 эпизодов по 25 минут | Джозеф Лидстер                 | Джосс Эгнью | 11 октября 2010 12 октября 2010 |
| Люк готовится к отъезду в Оксфорд, но его одолевают сомнения и страхи. А в кошмарах его преследует странное существо «Ночной Кошмар». Через один из снов Люка «Кошмар» проникает в реальный мир и начинает усыплять людей, питаясь энергией ужаса от страшных снов. Люк, Клайд и Рани оказываются запертыми каждый в своём кошмаре, но Люк успевает оставить видеозапись о существе, и Сара Джейн вступает в борьбу…                                                                      |                                                           |           |                                                |                                |             |                                 |
| 20 | Свод тайн (англ. The Vault of Secrets)                    | 4,3 4,4   | Каждая серия состоит из 2 эпизодов по 25 минут | Фил Форд                       | Джосс Эгнью | 18 октября 2010 19 октября 2010 |
| Андровакс Вейл «Похититель тел» возвращается и просит о помощи в освобождении своего народа из «СВОДА». Сара Джейн соглашается, однако за ними начинают преследование «Люди В Чёрном» (Ликвидационная команда Альянса теней). Мать Рани Гита замечает Андровакса второй раз и обращается в общество людей, видевших пришельцев В. П. У. К. С., чья глава 40 лет назад была похищена ЛВЧ.                                                                                                  |                                                           |           |                                                |                                |             |                                 |
| 21 | Смерть Доктора (англ. Death of the Doctor)                | 4,5 4,6   | Каждая серия состоит из 2 эпизодов по 25 минут | Расселл Ти Дейвис              | Эшли Уэй    | 25 октября 2010 26 октября 2010 |
| Доктор погиб. ЮНИТ приглашает Сару Джейн и её спутников на похороны Повелителя Времени. Однако Сара Джейн уверена, что здесь что-то не так и Доктор просто не мог умереть. На похороны также приглашена и спутница Третьего Доктора Джо Грант вместе со своим внуком Сантьяго. Бывшие спутницы Доктора предаются воспоминаниям, а тем временем Клайд, Рани и Сантьяго выясняют, что Шаншиты («Космические могильщики») и сотрудница ЮНИТ затеяли что-то, связанное с ТАРДИС, Джо и Сарой… |                                                           |           |                                                |                                |             |                                 |
| 22 | Пустая планета (англ. The Empty Planet)                   | 4,7 4,8   | Каждая серия состоит из 2 эпизодов по 25 минут | Гарет Робертс                  | Эшли Уэй    | 1 ноября 2010 2 ноября 2010     |
| Рани и Клайд остались одни на планете. На всех коммуникационных средствах возникают странные символы, означающие обратный отсчёт, по улицам Лондона бродят два робота, требуя вернуть им «наследника», а Клайд и Рани должны выяснить, почему остались именно они, и кто такой «наследник», иначе люди никогда не вернутся на Землю… |                                                           |           |                                                |                                |             |                                 |
| 23 | Затерянные во времени (англ. Lost in Time)                | 4,9 4,10  | Каждая серия состоит из 2 эпизодов по 25 минут | Руперт Лайт                    | Джосс Эгнью | 8 ноября 2010 9 ноября 2010     |
| Владелец антикварного магазинчика просит Сару Джейн, Рани и Клайда найти три вещи изготовленные из особого металла, который провоцирует резонанс во времени и изменяет его, но им надо успеть до того, как в песочных часах упадёт последняя песчинка, иначе планету поглотит окно времени… |                                                           |           |                                                |                                |             |                                 |
| 24 | Прощай, Сара Джейн Смит (англ. Goodbye, Sarah Jane Smith) | 4,11 4,12 | Каждая серия состоит из 2 эпизодов по 25 минут | Гарет Робертс и Клэйтон Хикман | Джосс Эгнью | 15 ноября 2010 16 ноября 2010   |
| Сара Джейн встречает «коллегу по хобби», Руби Уайт, которая также борется с пришельцами. Внезапно Сара Джейн серьёзно заболевает и передаёт бразды правления Руби. Однако Руби вовсе не та, за кого себя выдаёт… |                                                           |           |                                                |                                |             |                                 |

### Сезон 5 (2011)
Были намерения снять пятый сезон сериала, но его производство было прекращено в связи со смертью актрисы Элизабет Слейден. BBC подтвердила, что сериал больше сниматься не будет, однако уже отснятые серии пятого сезона были показаны осенью 2011 года.
| Номер | Название                                                        | Код     | Эпизоды   | Сценарист     | Режиссёр    | Дата выхода в эфир |
| --- | --------------------------------------------------------------- | ------- | --------- | ------------- | ----------- | ------------------ |
| 25 | Скай (англ. Sky)                                                | 5,1 5,2 | 2 эпизода | Фил Форд      | Эшли Уэй    | 3-4 октября 2011   |
| Сара Джейн в 5 часов утра находит у себя на пороге новорождённую девочку Скай. На улице лопнули все лампочки без исключения. На атомной электростанции появилась странная женщина по имени Мисс Майерс, а все сотрудники уснули. |                                                                 |         |           |               |             |                    |
| 26 | Проклятие Клайда Лэнгера (англ. The Curse of Clyde Langer)      | 5,3 5,4 | 2 эпизода | Фил Форд      | Эшли Уэй    | 10-11 октября 2011 |
| На выставке Клайд прикасается к страшному тотему и все, кто произносили или видели его имя, настраивались против него. Но это, почему-то, не действует на Скай.                                                                  |                                                                 |         |           |               |             |                    |
| 27 | Человек, которого никогда не было (англ. The Man Who Never Was) | 5,5 5,6 | 2 эпизода | Гарет Робертс | Джосс Эгнью | 17-18 октября 2011 |
| Люк возвращается домой и знакомится со Скай. Однако, мистер Смит обнаруживает, что некий Джозеф Серф создал компьютер. Во время исследования, Сара Джейн обнаруживает помехи. Оказалось, что Серфом управляют…                   |                                                                 |         |           |               |             |                    |

### «Прощай, Сара Джейн» (2020)
В 2020 году на официальном канале «Доктора Кто» вышел специальный мини-эпизод, снятый в период карантина во время пандемии COVID-19, под названием «Прощай, Сара Джейн» (англ. Farewell, Sarah Jane). Сюжет продолжается спустя несколько лет после событий последних серий: Сара Джейн умерла, и её спутники и знакомые поминают её. К ролям вернулись Томми Найт, Дэниэл Энтони, Анджли Мохиндра, Александр Армстронг и Мина Энвэр. Камео совершили и прошлые спутники Доктора: Софи Алдред (Эйс) и Кэти Мэннинг (Джо Грант). Рассказчиком стал Джейк Дадмен.

## Критика
В целом, «Приключения Сары Джейн» были хорошо приняты публикой и критиками.